# Julius Harris
Julius W. Harris (Philadelphia, 17 augustus 1923 – Woodland Hills, 17 oktober 2004) was een Amerikaans acteur die in meer dan 70 films en televisieseries in zijn carrière speelde. Hij is het meest bekend van zijn rol als Tee Hee in de James Bondfilm Live and Let Die.

## Biografie
Harris werd geboren in Philadelphia in de Amerikaanse staat Pennsylvania. Zijn vader was muzikant en zijn moeder danseres in de Cotton Club in New York. Harris werkte als dokter en als uitsmijter in jazz clubs in New York. Ook was hij een medic van de United States Army tijdens de Tweede Wereldoorlog. Na bevriend te zijn geraakt met acteurs, deed Harris een succesvolle auditie voor de rol van de vader in Nothing But a Man, een film over het leven zwarte Amerikanen in het zuiden naast Ivan Dixon en Abbey Lincoln.
In 1973 volgde zijn doorbraak rol in de James Bondfilm Live and Let Die. Hij speelde Tee Hee, een handlanger van Dr. Kananga met een metalen arm. Hierna speelde Harris diverse rollen, waaronder die van inspecteur Daniels in de The Taking of Pelham One Two Three, Joseph in Islands in the Stream en de Oegandese president Idi Amin in Victory at Entebbe.
Verdere films waar Harris in speelde zijn King Kong uit 1976, Sanford and Son en The Love Boat. Ook speelde hij in de Broadway No Place to Be Somebody, dat een Pulitzerprijs won.
Harris overleed op 17 oktober 2004 aan hartfalen.  Hij was 81 en werd gecremeerd in zijn geboorteplaats Philadelphia. Harris werd overleefd door zijn dochter Kimberly en zoon Gideon.

## Filmografie

### Films
| Jaar | Film                                 | Rol                            | Opmerkingen |
| ---- | ------------------------------------ | ------------------------------ | ----------- |
| 1964 | Nothing But a Man                    | Will Anderson                  |             |
| 1969 | Slaves                               | Shadrach                       |             |
| 1972 | Shaft's Big Score                    | Captain Bollin                 |             |
| 1972 | Super Fly                            | 'Scatter'                      |             |
| 1972 | Trouble Man                          | 'Mr. Big'                      |             |
| 1973 | Black Caesar                         | Mr. Gibbs                      |             |
| 1973 | Live and Let Die                     | Tee Hee Johnson                |             |
| 1973 | Salty                                | Clancy Ames                    |             |
| 1973 | Hell Up in Harlem                    | Mr. Gibbs                      |             |
| 1973 | Blade                                | Card Player                    |             |
| 1974 | The Taking of Pelham One Two Three   | Deputy Chief Inspector Daniels |             |
| 1975 | Let's Do It Again                    | 'Bubbletop' Woodson            |             |
| 1975 | Friday Foster                        | 'Monk' Riley                   |             |
| 1976 | King Kong                            | Boan                           |             |
| 1977 | Islands in the Stream                | Joseph                         |             |
| 1977 | Alambrista!                          | 2nd Drunk                      |             |
| 1977 | Looking for Mr. Goodbar              | 'Black Cat'                    |             |
| 1979 | Delta Fox                            | 'Tiny'                         |             |
| 1980 | Gorp                                 | Fred, The Chef                 |             |
| 1980 | First Family                         | Ambassador Longo               |             |
| 1981 | Circle of Power                      | B.B.                           |             |
| 1981 | Full Moon High                       | Hijacker                       |             |
| 1983 | Going Berserk                        | Judge                          |             |
| 1984 | The Enchanted                        | Booker T.                      |             |
| 1985 | Crimewave                            | Hardened Convict               |             |
| 1986 | My Chauffeur                         | Johnson                        |             |
| 1986 | Hollywood Vice Squad                 | Jesse                          |             |
| 1988 | Split Decisions                      | Tony Leone                     |             |
| 1990 | To Sleep with Anger                  | Herman                         |             |
| 1990 | Darkman                              | Gravedigger                    |             |
| 1990 | Prayer of the Rollerboys             | 'Speedbagger'                  |             |
| 1991 | Harley Davidson and the Marlboro Man | Old Man Jiles                  |             |
| 1993 | Maniac Cop III: Badge of Silence     | Houngan Malfaiteur             |             |
| 1994 | Shrunken Heads                       | Aristide Sumatra               |             |

### Televisie
| Jaar      | Serie                               | Rol                            | Extra         |
| --------- | ----------------------------------- | ------------------------------ | ------------- |
| 1969      | N.Y.P.D.                            | Hector                         | 1 afl.        |
| 1973      | The Bob Newhart Show                | Mr. Billings                   | 1 afl.        |
| 1975      | Harry O                             | Arthur "Art Sully" Daniels     | 1 afl.        |
| 1975      | Cannon                              | Milner, Liquid Store Owner     | 1 afl.        |
| 1975      | Ellery Queen                        | Doyle, The Butler              | 1 afl.        |
| 1976      | Rich Man, Poor Man                  | Augie                          | Miniserie     |
| 1976      | Victory at Entebbe                  | President Idi Amin             | Televisiefilm |
| 1976      | Good Times                          | Ben                            | 1 afl.        |
| 1977      | Kojak                               | Joe Addison                    | 1 afl.        |
| 1977      | Sanford and Son                     | Doctor                         | 1 afl.        |
| 1978      | The Hardy Boys/Nancy Drew Mysteries | Mr. Dove                       | 2 afl.        |
| 1979      | The Incredible Hulk                 | 'Doc' Alden                    | 1 afl.        |
| 1981      | Thornwell                           | Frisco                         | Televisiefilm |
| 1982      | The Blue and the Gray               | Swamp Preacher                 | Miniserie     |
| 1982      | Voyagers!                           | Auctioneer                     | 1 afl.        |
| 1983      | St. Elsewhere                       | Earl                           | 1 afl.        |
| 1983–1986 | Cagney & Lacey                      | Bardo / Sergeant Major Brennan | 2 afl.        |
| 1984      | Hart to Hart                        | Krohn                          | 1 afl.        |
| 1984      | Gone Are the Dayes                  | Man #1                         | Televisiefilm |
| 1984      | Benson                              | (Benson's) Oom Buster          | 1 afl.        |
| 1984      | The Jeffersons                      | Reverend Taylor                | 1 afl.        |
| 1985      | Hollywood Wives                     | Reverend Daniel                | Miniserie     |
| 1985      | Amazing Stories                     | Joe                            | 1 afl.        |
| 1986      | Capitol                             | Papa Nebo                      |               |
| 1987      | Outlaws                             | Butch                          | 1 afl.        |
| 1987      | A Gathering of Old Men              | Coot                           | Televisiefilm |
| 1989      | Friday the 13th: The Series         | Simpson                        | 1 afl.        |
| 1991      | The Golden Girls                    | Mr. Lewis                      | 1 afl.        |
| 1991      | Murder, She Wrote                   | Jack Lee Johnson               | 1 afl.        |
| 1991      | Civil Wars                          | Judge Adams                    | 1 afl.        |
| 1992      | Eerie, Indiana                      | Prop Man                       | 1 afl.        |
| 1997      | ER                                  | Gramps                         | 1 afl.        |